# وست (میسیسیپی)
وست (به انگلیسی: West) شهرکی در ایالت میسیسیپی کشور ایالات متحده آمریکا است که جمعیت آن در سرشماری سال ۲۰۱۰ میلادی، ۱۸۵
نفر بوده‌است.